# Playing God (película de 2021)
Playing God (en España, Una estafa celestial) es una película estadounidense de 2021 escrita y dirigida por Scott Brignac y protagonizada por Luke Benward, Michael McKean, Alan Tudyk y Hannah Kasulka. Se estrenó en cines y bajo demanda el 6 de agosto de 2021.

## Argumento
Playing God sigue a Rachel y Micah, un dúo de hermanos estafadores que se encuentran estafando a un multimillonario en duelo, Ben, al que convencen de poder presentarle a Dios, cara a cara. Para ello reclutan a su mentor de toda la vida, Frank, para 'jugar' a ser Dios a la par que los tres intentan la mayor estafa de sus vidas".

## Reparto
- Luke Benward como Micah
- Michael McKean como Frank
- Alan Tudyk como Ben
- Hannah Kasulka como Rachel
- Jude Demorest como June
- Marc Menchaca como Vaughn

## Producción
El 14 de mayo de 2018, Scott Brignac anunciaba que estaba escribiendo y dirigiendo una nueva película titulada Playing God que sería producida por Aaron Benward y Russell Grove.Playing God (película de 2021) Junto con este anuncio inicial de la película, se confirmó que Luke Benward, Michael McKean, Alan Tudyk, Hannah Kasulka, Jude Demorest y Marc Menchaca se habían unido al reparto principal de la película. Según las mismas informaciones, la fotografía principal de la película se comenzó en mayo de 2018 en Houston, Texas.

## Recepción de la crítica
Para algunos críticos existe una disparidad entre las intenciones aparentes de Brignac y la substancia de la trama de la película. Por ejemplo, Glenn Kenny en RogerEbert.com escribe: "El final de la película... sugiere que lo que buscaba Brignac no tiene mucho que ver con lo que terminó en la pantalla: una parábola del perdón con un peso teológico genuino". En ese sentido, Michael Shindler, en The American Conservative, compara la película desfavorablemente frente A Serious Man, Winter Light y Nostalgia, y la describe como un ejemplo de "cine pseudo-religioso" similar a God's Not Dead, y escribe: "En el mundo tal como es, existe una tragedia inexplicable: cervatillos indefensos arden en incendios forestales, los bebés mueren atrozmente por enfermedades horribles, las epidemias acaban con millones, y así sucesivamente. Pero en el mundo de Brignac, el mal es un argumento de cartón".